# Charles Alain de Rohan
Charles Alain Gabriel de Rohan, IX duca di Montbazon, XV duca di Bouillon, X principe di Guéméné (Versailles, 18 gennaio 1764 – Sychrov, 24 aprile 1836), è stato un nobile francese.
Morì senza discendenti sopravvissuti poiché sua figlia morì senza figli.

## Biografia

### Infanzia

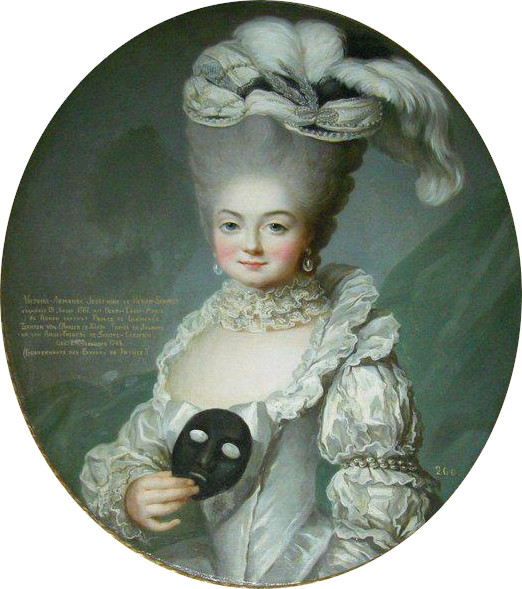
Victoire Armande Josèphe de Rohan-Soubise, madre di Charles Alain

Nacque il 18 gennaio 1764 al Palazzo di Versailles, e fu battezzato quello stesso giorno. Era il figlio di Henri Louis de Rohan e della sua lontana cugina Victoire de Rohan. Sua madre fu la governante dei figli di Maria Antonietta e Luigi XVI a cui successe Madame de Polignac. Dopo che i suoi genitori caddero in disgrazia a causa dei debiti di suo padre, la famiglia si trasferì da Versailles e dovette vendere la loro famosa residenza, il parigino Hôtel de Rohan-Guémené.

### Matrimonio
Sposò Louise Aglaé de Conflans d'Armentieres nella Église Saint-Sulpice a Parigi il 29 maggio 1781 ed ebbe una figlia, Berthe, che avrebbe sposato in seguito suo zio (il fratello minore di Charles Alain), Louis Victor Meriadec de Rohan (1766-1846). Berthe non avrebbe avuto figli e pertanto, Charles Alain non ha discendenti noti: alla morte del suo fratello, genero e successore, il ruolo di capo della famiglia di Rohan passò, per via d'adozione, ai discendenti maschi della loro sorella Marie-Louise-Joséphine de Rohan (1765-1839).
I suoi cugini includono il Principe di Condé, figlio di Carlotta di Rohan, sorella di Victoire, e la Badessa di Remiremont.

### Emigrazione in Austria
Emigrò dalla Francia nel 1791 e risiedé in Austria dove entrò nell'esercito e fu promosso a maresciallo di campo. Entrò al servizio di Leopoldo II, Imperatore del Sacro Romano Impero.

### Duca di Bouillon
Alla morte del suo lontano cugino Jacques Léopold de La Tour d'Auvergne, duca di Bouillon nel 1802, Charles Alain era il parente più prossimo della famiglia poiché sua nonna Marie Louise de La Tour d'Auvergne era la zia di Jacques Léopold, e quindi fu lui a succedere alla testa del ducato di Bouillon nel 1816, secondo quanto stabilito nel Congresso di Vienna.

### Ultimi anni e morte

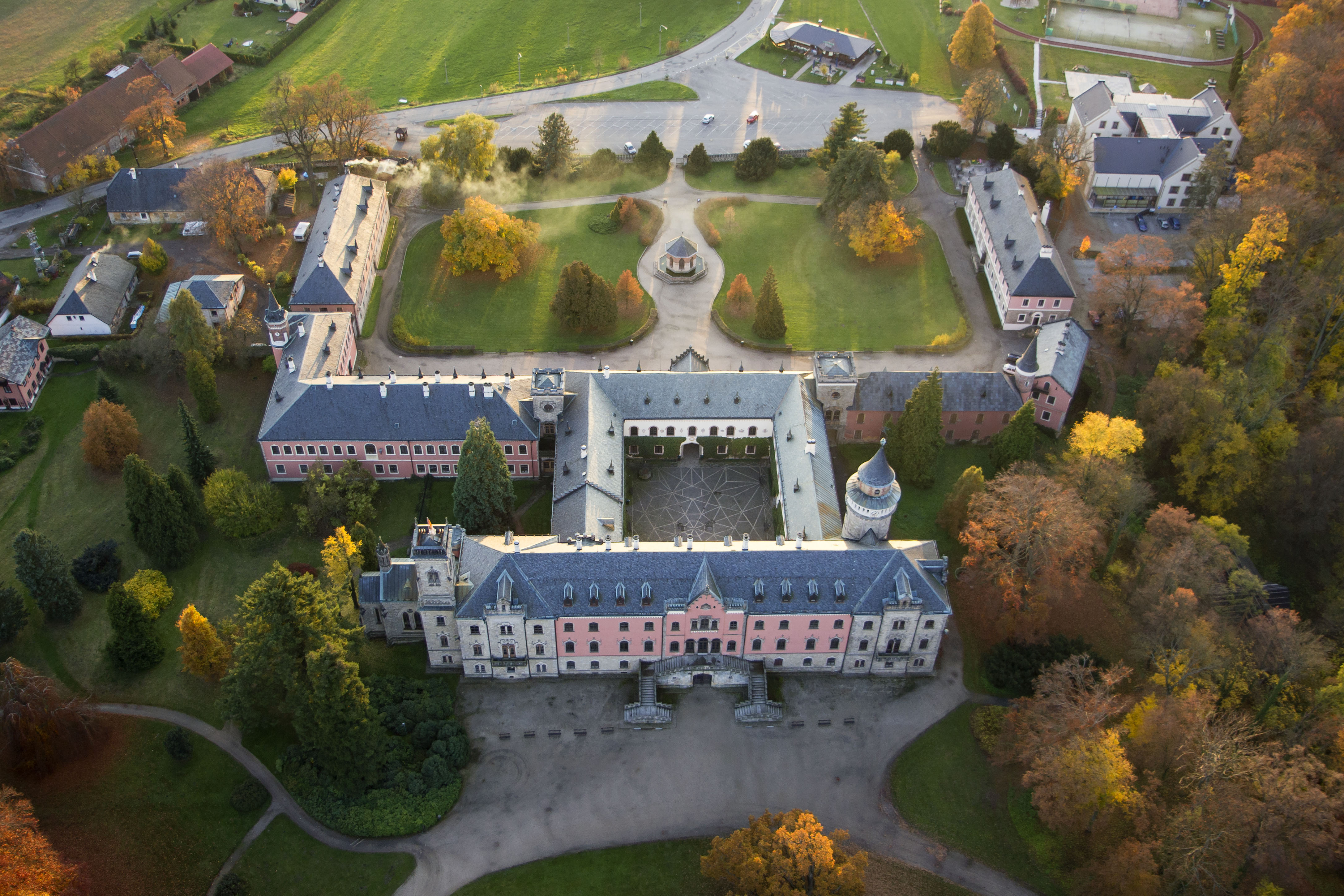
Veduta dall'alto del castello di Sychrov

Fu lui che acquistò il Castello di Sychrov nell'attuale Repubblica Ceca dove morì nel 1836. Il castello è ancora la residenza dei Rohan.

## Discendenza
Dal matrimonio tra Charles Alain e Louise Aglaé de Conflans d'Armentieres nacque:
- Berthe de Rohan (4 maggio 1782 - 22 febbraio 1841) sposò suo zio Louis Victor Meriadec de Rohan, duca di Rohan e non ebbe figli.

## Ascendenza
|                                              |                            |                                              | Genitori                                    |  |  | Nonni |  |  | Bisnonni                             |  |  | Trisnonni                        |  |
|                                              |                            |                                              |                                             |  |  |       |  |  | 8. Hercule Mériadec de Rohan-Guéméné |  |  | 16. Charles III de Rohan-Guéméné |  |
|                                              |                            |                                              |                                             |  |  |       |  |  | 8. Hercule Mériadec de Rohan-Guéméné |  |  | 16. Charles III de Rohan-Guéméné |  |
|                                              |                            | 17. Charlotte Élisabeth de Cochefilet        |                                             |  |  |       |  |  | 8. Hercule Mériadec de Rohan-Guéméné |  |  |                                  |  |
| 4. Jules Hercule Mériadec de Rohan-Guéméné   |                            |                                              |                                             |  |  |       |  |  | 8. Hercule Mériadec de Rohan-Guéméné |  |  |                                  |  |
|                                              |                            | 9. Louise de Rohan                           | 18. Hercule Mériadec de Rohan-Soubise       |  |  |       |  |  |                                      |  |  |                                  |  |
|                                              |                            | 9. Louise de Rohan                           | 18. Hercule Mériadec de Rohan-Soubise       |  |  |       |  |  |                                      |  |  |                                  |  |
|                                              |                            | 9. Louise de Rohan                           | 19. Anne Geneviève de Lévis                 |  |  |       |  |  |                                      |  |  |                                  |  |
| 2. Henri Louis de Rohan                      |                            | 9. Louise de Rohan                           |                                             |  |  |       |  |  |                                      |  |  |                                  |  |
|                                              |                            | 10. Charles Godefroy de La Tour d'Auvergne   | 20. Emmanuel Théodose de La Tour d'Auvergne |  |  |       |  |  |                                      |  |  |                                  |  |
|                                              |                            | 10. Charles Godefroy de La Tour d'Auvergne   | 20. Emmanuel Théodose de La Tour d'Auvergne |  |  |       |  |  |                                      |  |  |                                  |  |
|                                              |                            | 10. Charles Godefroy de La Tour d'Auvergne   | 21. Marie Armande de La Trémoille           |  |  |       |  |  |                                      |  |  |                                  |  |
| 5. Marie Louise de La Tour d'Auvergne        |                            | 10. Charles Godefroy de La Tour d'Auvergne   |                                             |  |  |       |  |  |                                      |  |  |                                  |  |
|                                              |                            | 11. Maria Carolina Sobieska                  | 22. Giacomo Luigi Sobieski                  |  |  |       |  |  |                                      |  |  |                                  |  |
|                                              |                            | 11. Maria Carolina Sobieska                  | 22. Giacomo Luigi Sobieski                  |  |  |       |  |  |                                      |  |  |                                  |  |
|                                              |                            | 11. Maria Carolina Sobieska                  | 23. Edvige del Palatinato-Neuburg           |  |  |       |  |  |                                      |  |  |                                  |  |
| 1. Charles Alain de Rohan                    |                            | 11. Maria Carolina Sobieska                  |                                             |  |  |       |  |  |                                      |  |  |                                  |  |
|                                              | 12. Jules de Rohan-Soubise | 24. Hercule Mériadec de Rohan-Soubise (= 18) |                                             |  |  |       |  |  |                                      |  |  |                                  |  |
|                                              | 12. Jules de Rohan-Soubise | 24. Hercule Mériadec de Rohan-Soubise (= 18) |                                             |  |  |       |  |  |                                      |  |  |                                  |  |
|                                              | 12. Jules de Rohan-Soubise | 25. Anne Geneviève de Lévis (= 19)           |                                             |  |  |       |  |  |                                      |  |  |                                  |  |
| 6. Charles de Rohan-Soubise                  | 12. Jules de Rohan-Soubise |                                              |                                             |  |  |       |  |  |                                      |  |  |                                  |  |
|                                              |                            | 13. Anne Julie de Melun                      | 26. Louis I de Melun                        |  |  |       |  |  |                                      |  |  |                                  |  |
|                                              |                            | 13. Anne Julie de Melun                      | 26. Louis I de Melun                        |  |  |       |  |  |                                      |  |  |                                  |  |
|                                              |                            | 13. Anne Julie de Melun                      | 27. Elisabetta Teresa di Lorena             |  |  |       |  |  |                                      |  |  |                                  |  |
| 3. Victoire Armande Josèphe de Rohan-Soubise |                            | 13. Anne Julie de Melun                      |                                             |  |  |       |  |  |                                      |  |  |                                  |  |
|                                              |                            | 14. Vittorio Amedeo I di Savoia-Carignano    | 28. Emanuele Filiberto di Savoia-Carignano  |  |  |       |  |  |                                      |  |  |                                  |  |
|                                              |                            | 14. Vittorio Amedeo I di Savoia-Carignano    | 28. Emanuele Filiberto di Savoia-Carignano  |  |  |       |  |  |                                      |  |  |                                  |  |
|                                              |                            | 14. Vittorio Amedeo I di Savoia-Carignano    | 29. Angela Maria Caterina d'Este            |  |  |       |  |  |                                      |  |  |                                  |  |
| 7. Anna Teresa di Savoia-Carignano           |                            | 14. Vittorio Amedeo I di Savoia-Carignano    |                                             |  |  |       |  |  |                                      |  |  |                                  |  |
|                                              |                            | 15. Vittoria Francesca di Savoia             | 30. Vittorio Amedeo II di Savoia            |  |  |       |  |  |                                      |  |  |                                  |  |
|                                              |                            | 15. Vittoria Francesca di Savoia             | 30. Vittorio Amedeo II di Savoia            |  |  |       |  |  |                                      |  |  |                                  |  |
|                                              |                            | 15. Vittoria Francesca di Savoia             | 31. Jeanne Baptiste d'Albert de Luynes      |  |  |       |  |  |                                      |  |  |                                  |  |
|                                              |                            | 15. Vittoria Francesca di Savoia             |                                             |  |  |       |  |  |                                      |  |  |                                  |  |

## Titoli e trattamento
- 18 gennaio 1764 – 10 dicembre 1788: Sua Altezza, il Principe di Rohan
- 10 dicembre 1788 – 24 aprile 1809: Sua Altezza, il Principe di Guéméné
- 24 aprile 1809 – 1816: Sua Altezza, il Duca di Montbazon
- 1819 – 24 aprile 1836: Sua Altezza, il Duca di Montbazon e Bouillon